# Prosser River
Prosser River är ett vattendrag i Australien. Det ligger i delstaten Tasmanien, i den sydöstra delen av landet, omkring 57 kilometer nordost om delstatshuvudstaden Hobart.
I omgivningarna runt Prosser River växer i huvudsak städsegrön lövskog. Genomsnittlig årsnederbörd är 619 millimeter. Den regnigaste månaden är november, med i genomsnitt 79 mm nederbörd, och den torraste är augusti, med 37 mm nederbörd.